# Lola LC87
A Lola LC87 egy Formula–1-es versenyautó, amelyet a Lola Cars tervezett a Larrousse & Calmels csapat számára, amely az 1987-es Formula–1 világbajnokság során használta. Ez volt a csapat első autója, amiből kezdetben csak egy volt, és Philippe Alliot vezette, majd a szezon végétől egy második autóval Yannick Dalmas is.

## Áttekintés
A Larrousse & Calmels csapat 1987-ben alakult meg a korábbi versenyző és menedzser Gérard Larousse és a francia üzletember Didier Calmels összefogásából. Felkérték a Lolát, hogy tervezzen nekik egy versenyautót, ez lett az LC87-es modell, amelyet Eric Broadley és Ralph Bellamy közösen készítettek. Felépítésében emlékeztetett a Lola által akkoriban tervezett Formula–3000-es autókra, a meghajtásról pedig egy Ford-Cosworth DFZ szívómotor gondoskodott. Ez azt is jelentette, hogy a turbómotoros csapatokkal szemben máris hátrányba kerültek - ebben az évben azonban a szívómotoros autóknak létrehoztak egy saját bajnokságot, a Colin Chapman-kupát, valamint a versenyzők számára a Jim Clark-kupát. A kasztni robusztus és némiképp túlsúlyos is volt.

## Versenyben
A csapat kihagyta a szezonnyitót, és csak Imolában indultak először, kezdetben csak egy autóval. Alliot huszonkettediknek kvalifikált, a szívómotorosok közt a második helyen, és a tizedik helyen ért célba. Belgiumban a nyolcadik lett, kategóriáján belül pedig az első, így a Larrousse & Calmels csapat máris második helyen állt a Colin Chapman-kupa tabelláján. Időközben csökkentettek az autó túlsúlyán is, de balszerencsés időszak következett: Monacóban motorhiba, Detroitban ütközés, a francia és brit futamokon pedig váltóhiba miatt esett ki Alliot. A német nagydíjon aztán egy hatodik hellyel a csapat megszerezte első pontját is.
Ezután ismét rossz eredmények következtek, majd a spanyol nagydíjon sikerült egy újabb pontot szerezni. Mexikóban a csapat már két autóval állt ki, Yannick Dalmas lett a második pilótájuk. Alliot itt újabb pontot szerzett, Dalmas pedig a szezonzáró ausztrál nagydíjon lett ötödik - igaz, ezért egyáltalán nem kapott pontot, mert a csapat eredetileg csak egy autóval nevezett be a bajnokságba, és a szabályok értelmében nem járt neki.
Három pontjukkal a kilencedik helyen zárták az idényt, a Colin Chapman-kupában másodikok lettek, Alliot pedig harmadik lett a Jim Clark-kupában, amely az újonc évükben szép teljesítmény volt.

## Eredmények

### Formula–1-es eredmények
| Év   | Csapat              | Motor        | Gumik | Pilóták         | 1   | 2   | 3   | 4   | 5   | 6   | 7   | 8   | 9   | 10  | 11  | 12  | 13  | 14  | 15  | 16  | Pontok | Helyezés |
| ---- | ------------------- | ------------ | ----- | --------------- | --- | --- | --- | --- | --- | --- | --- | --- | --- | --- | --- | --- | --- | --- | --- | --- | ------ | -------- |
| 1987 | Larrousse & Calmels | Cosworth DFZ | G     |                 | BRA | SMR | BEL | MON | DET | FRA | GBR | GER | HUN | AUT | ITA | POR | ESP | MEX | JPN | AUS | 3      | 9.       |
| 1987 | Larrousse & Calmels | Cosworth DFZ | G     | Philippe Alliot |     | 10  | 8   | KI  | KI  | KI  | KI  | 6   | KI  | 12  | KI  | KI  | 6   | 6   | KI  | KI  | 3      | 9.       |
| 1987 | Larrousse & Calmels | Cosworth DFZ | G     | Yannick Dalmas  |     |     |     |     |     |     |     |     |     |     |     |     |     | 9   | 14  | 5*  | 3      | 9.       |

* Dalmas nem kapott pontot, mert nem versenyzett a csapat egész évben két autóval

### Colin Chapman-kupa
| Év   | Csapat              | Motor        | Gumik | Pilóták         | 1   | 2   | 3   | 4   | 5   | 6   | 7   | 8   | 9   | 10  | 11  | 12  | 13  | 14  | 15  | 16  | Pontok | Helyezés |
| ---- | ------------------- | ------------ | ----- | --------------- | --- | --- | --- | --- | --- | --- | --- | --- | --- | --- | --- | --- | --- | --- | --- | --- | ------ | -------- |
| 1987 | Larrousse & Calmels | Cosworth DFZ | G     |                 | BRA | SMR | BEL | MON | DET | FRA | GBR | GER | HUN | AUT | ITA | POR | ESP | MEX | JPN | AUS | 43     | 2.       |
| 1987 | Larrousse & Calmels | Cosworth DFZ | G     | Philippe Alliot |     | 2   | 1   | KI  | KI  | KI  | KI  | 3   | KI  | 2   | KI  | KI  | 1   | 1   | KI  | KI  | 43     | 2.       |
| 1987 | Larrousse & Calmels | Cosworth DFZ | G     | Yannick Dalmas  |     |     |     |     |     |     |     |     |     |     |     |     |     | 4   | 3   | 2   | 43     | 2.       |

## Forráshivatkozások
1. ↑  Lola LC87 - ChicaneF1.com. www.chicanef1.com. (Hozzáférés: 2024. december 23.)
2. ↑  Latest Formula 1 Breaking News - Grandprix.com. www.grandprix.com. (Hozzáférés: 2024. december 23.)
3. ↑  A Larrousse-sztori… (magyar nyelven). Napi F1 sztori, 2020. április 9. (Hozzáférés: 2024. december 23.)